# الشماحي (ذمار)
الشماحي هي إحدى قرى الجمهورية اليمنية. وهي تتبع جغرافيًا لمحافظة ذمار. وإداريًا لمديرية عنس. يبلغ تعداد سكانها 1230 نسمة حسب الإحصاء الذي جرى عام 2004.